# جیووانی سراپیکا (بازیکن فوتبال)
جیووانی سراپیکا (انگلیسی: Giovanni Serrapica؛ زادهٔ ۱۸ مهٔ ۱۹۸۱) بازیکن فوتبال اهل ایتالیا است.
از باشگاه‌هایی که در آن بازی کرده‌است می‌توان به باشگاه فوتبال پارما، باشگاه فوتبال پرو ورچلی، و باشگاه فوتبال ساسولو اشاره کرد.